# Resolutie 1191 Veiligheidsraad Verenigde Naties
Resolutie 1191 van de Veiligheidsraad van de Verenigde Naties werd unaniem door de
Veiligheidsraad van de Verenigde Naties aangenomen op 27 augustus 1998.

## Achtergrond
In 1980 overleed de Joegoslavische leider Tito, die decennialang de bindende kracht was geweest tussen de zes deelstaten van het land. Na zijn dood kende het nationalisme een sterke opmars en in 1991 verklaarde Bosnië en Herzegovina zich onafhankelijk. De Servische minderheid in het land kwam hiertegen in opstand en begon een burgeroorlog, waarbij ze probeerden de Bosnische volkeren te scheiden. Tijdens die oorlog vonden massamoorden plaats waarbij tienduizenden mensen omkwamen. In 1993 werd het Joegoslavië-tribunaal opgericht, dat de oorlogsmisdaden die hadden plaatsgevonden moest berechten.

## Inhoud
De Veiligheidsraad:
- Herinnert aan de resoluties 808, 827 en 1166.
- Overwoog de nominaties voor rechter in het Internationaal Tribunaal voor Voormalig Joegoslavië die secretaris-generaal Kofi Annan ontving.
- Stuurt de volgende nominaties door naar de Algemene Vergadering:

1.  Mohamed Bennouna
2.  David Hunt
3.  Per-Johan Lindholm
4.  Hugo Anibal Llanos Mansilla
5.  Patrick Lipton Robinson
6.  Jan Skupinski
7.  S. W. B. Vadugodapitaya
8.  Luis Valencia-Rodriguez
9.  Peter Wilkitzki

## Verwante resoluties
- Resolutie 1184 Veiligheidsraad Verenigde Naties
- Resolutie 1186 Veiligheidsraad Verenigde Naties
- Resolutie 1199 Veiligheidsraad Verenigde Naties
- Resolutie 1203 Veiligheidsraad Verenigde Naties

Lijst ·  1147 ·  1148 ·  1149 ·  1150 ·  1151 ·  1152 ·  1153 ·  1154 ·  1155 ·  1156 ·  1157 ·  1158 ·  1159 ·  1160 ·  1161 ·  1162 ·  1163 ·  1164 ·  1165 ·  1166 ·  1167 ·  1168 ·  1169 ·  1170 ·  1171 ·  1172 ·  1173 ·  1174 ·  1175 ·  1176 ·  1177 ·  1178 ·  1179 ·  1180 ·  1181 ·  1182 ·  1183 ·  1184 ·  1185 ·  1186 ·  1187 ·  1188 ·  1189 ·  1190 ·  1191 ·  1192 ·  1193 ·  1194 ·  1195 ·  1196 ·  1197 ·  1198 ·  1199 ·  1200 ·  1201 ·  1202 ·  1203 ·  1204 ·  1205 ·  1206 ·  1207 ·  1208 ·  1209 ·  1210 ·  1211 ·  1212 ·  1213 ·  1214 ·  1215 ·  1216 ·  1217 ·  1218 ·  1219